# Célula 16
A Célula 16 foi uma organização feminista progressista dos Estados Unidos, conhecida por seu programa de celibato, separação dos homens e treinamento de autodefesa (especificamente o karatê). Considerada extremista pela mídia do establishment, a organização foi apontada como sendo uma vanguarda de extrema-esquerda. O grupo foi responsável pela publicação da revista feminista "No More Fun and Games". 

## Ideologia
Fundada em 1968 por Roxanne Dunbar, a Célula 16 foi citada como a primeira organização a avançar no conceito de feminismo separatista. A historiadora da cultura Alice Echols cita a Célula 16 como um exemplo de grupo feminista separatista heterossexual, já que o grupo nunca defendeu o lesbianismo como estratégia política. Echols credita o trabalho da Célula 16 por "ajudar a estabelecer o fundamento teórico para o separatismo lésbico. No periódico No More Fun and Games, publicação feminista radical da organização, os membros da célula Roxanne Dunbar e Lisa Leghorn aconselharam as mulheres a "se separarem de homens que não estão trabalhando conscientemente pela libertação feminina", assim como aconselharam períodos de celibato ao invés de relacionamentos lésbicos, que alguns grupos lésbicos rotulavam como "nada mais que uma solução pessoal".

## História
No verão de 1968, Dunbar colocou um anúncio em um jornal underground de Boston, Massachusetts, convocando uma "Frente de Libertação Feminina". A associação original também incluía Hillary Langhorst, Sandy Bernard, Dana Densmore, filha de Donna Allen, Betsy Warrior, Ellen O'Donnell, Jayne West, Mary Anne Weathers, Maureen Maynes, Gail Murray e Abby Rockefeller. O nome do grupo deveria "enfatizar que eles eram somente uma célula de um movimento orgânico" e referenciar o endereço de suas reuniões - Avenida Lexington 16.
No More Fun and Games encerrou a publicação em 1973.  A Célula 16 eventualmente se desfez em 1973.